# A María el corazón
A María el corazón es un auto sacramental del dramaturgo español Pedro Calderón de la Barca (1600-1681). La pieza, concebida para su representación en la festividad del Corpus Christi, articula una alegoría mariana que conduce al misterio eucarístico mediante recursos espectaculares, coros y figuras simbólicas propios del teatro barroco español.

## Contexto y género
Dentro del corpus de autos sacramentales calderonianos, A María el corazón destaca por situar en primer plano la intercesión de la Virgen María como vía devocional hacia Cristo. En la obra se integran doctrinas eucarísticas —presencia real, gracia y sacramento— con un dispositivo escénico alegórico y musical que Calderón cultivó especialmente para los montajes urbanos del Corpus en la Edad Moderna española.

## Argumento
La acción dramatiza, con claves simbólicas, la tradición de las traslaciones de la Santa Casa de Loreto, convertida en emblema del “traslado del corazón” del creyente hacia María y, por su mediación, hacia la Eucaristía. Personajes alegóricos como el Entendimiento, la Voluntad, la Gracia o el Pecado atraviesan pruebas y tentaciones que culminan en una apoteosis final en la que se ofrece el corazón “a María” como signo de conversión y entrega.

### Versos citados
Se conservan en la tradición editorial versos frecuentemente citados por su valor devocional y retórico:
«Que para darle a María,
puesto en ella el pensamiento,
todos nuestros corazones
en nuestras manos tenemos».

## Composición y puesta en escena
Como es propio del auto sacramental, la obra fue concebida para un espacio escénico mixto (carros y tablados), con importancia de la música, los emblemas visuales y los cambios de tramoya. La función catequética se unía a la celebración festiva del Corpus en la ciudad, integrando al público en un rito de contemplación y aprendizaje doctrinal.

## Temas y análisis
- Marianismo alegórico: María se configura como “casa” y “puerta”, metáforas de acogida y tránsito hacia el sacramento.
- Psicología del creyente: el itinerario interior del alma se representa como conflicto entre potencias (entendimiento, memoria, voluntad).
- Eucaristía y salvación: el desenlace exalta la comunión como culmen del viaje espiritual.[2]

## Transmisión y ediciones
- Edición crítica: La edición de referencia moderna fue preparada por Arellano, Adeva, Crosas y Zugasti (Universidad de Navarra / Reichenberger, 1999).[3]
- Ediciones y accesos digitales: La Biblioteca Virtual Miguel de Cervantes ofrece una versión en línea con aparato introductorio y notas.[1]
- Reediciones contemporáneas: Existen ediciones impresas recientes orientadas a docencia y divulgación, así como publicaciones bajo demanda.[2]

## Recepción y relevancia
Aunque el conjunto de los autos eucarísticos de Calderón ha recibido tradicionalmente mayor atención que los de temática mariana, A María el corazón se considera una muestra singular del marianismo barroco por su confluencia de poética alegórica y finalidad catequética. La crítica ha subrayado el equilibrio entre exaltación lírica y construcción doctrinal.